# حي ناجي (زنجبار أبين)
حي ناجي هو أحد أحياء مدينة زنجبار في محافظة أبين اليمنية. بلغ تعداد سكانه 3589 نسمة حسب التعداد السكاني في اليمن لعام 2004.